# Любин (Словения)
Вижте пояснителната страница за други значения на Любин.
Любин (на словенски: Ljubinj) е село в Словения, регион Горишка, община Толмин. Според Националната статистическа служба на Република Словения през 2015 г. селото има 131 жители.